# ルーシ (地名)

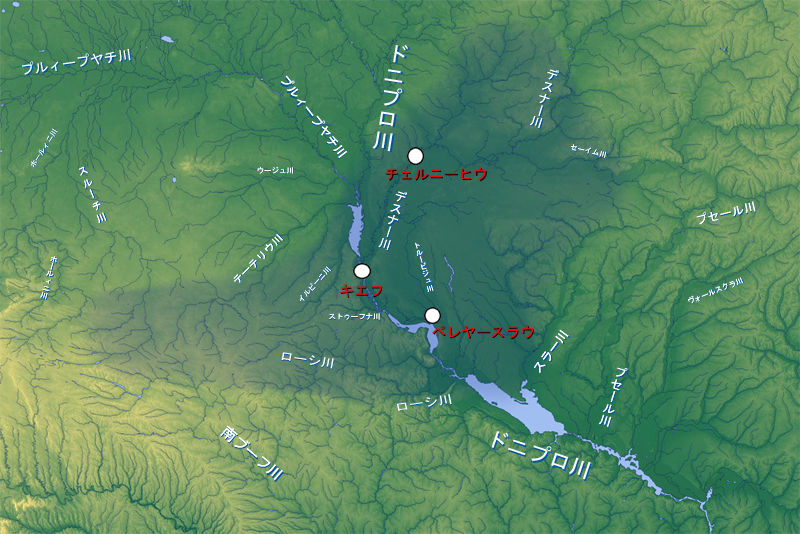
A・ナソノフによるルーシの範囲（9世紀‐13世紀）

ルーシ（Роусь, Русь）は、中世東欧にあった地名。ドニプロ川の中流域、現在のウクライナのキーウ・チェルニーヒウ・ペレヤスラウが形成する三角地帯において存在したと考えられている。古文書や年代記などにおいては「ルーシの地」(Русьская земля)として登場する。9世紀から13世紀半ばに存在したキエフ大公国の中枢であり、大公国の国号となった。最初は「国」という政治的概念として用いられたが、次第に「州」という地理的概念に変更していった。キエフ大公国の分裂後、当地域を支配したポーランド王国、リトアニア大公国、コサック国家の君主、諸教会の主教・司教の称号などにおいて雅号として用いられたほか、モスクワ大公国の君主も称号として用いた。ルーシヤ、ルテニアの語源となった。現在のロシアは、ルーシの中世ギリシア語名であるῬως (Ros)から転じたΡωσία (Rosía)をモスクワ大公国が称し始めたものである。 現在のウクライナ、ベラルーシの雅称として用いられるほか、ロシア人もロシアを指して用いることがある。

## 語源
ルーシの語源については二つの学説が存在する。それは、キエフ大公国のリューリク朝を立てた北欧のヴァイキング（ルーシ族）に由来する説と、ドニプロ川の中流域に居住した現地民の自称に由来する説である。前者は西欧・米・日本などの研究史において主流であるのに対し、後者は東欧の研究史においては主流となっている。
フィンランド語とエストニア語では、スウェーデンのことをそれぞれRuotsi・Rootsiと呼ぶが、「ルーシ」と同語源とされている（ちなみにロシアはVenäjä（フィンランド語）、Venemaa（エストニア語））。

## 「ルーシの地」
ルーシという地名は「ルーシの地」としてルーシ・ビザンツ条約 (911)の中で初めて史料に登場する。その言葉は「ギリシアの地」と対比され、キエフ地方を中心に存在した政治的共同体である「国」を指している。
ロシアの歴史学者A・ナソノフによれば、「国」としての「ルーシの地」は9世紀にハザール帝国に属した東スラヴ人によって形成され、東スラヴ人による反ハザール対戦の指導役となったという。9世紀末にその国でヴァイキングの大公朝が成立すると、「ルーシの地」はキエフ大公国の基盤として政治・経済・文化の中枢となり、ルーシは大公国の国号となったと考えられる。11世紀後半に、膨大な領土を有する大公国が分裂すると、「ルーシの地」の政治的役割が低くなる。「ルーシの地」は地理的概念に変わり、大公国の南方、とりわけキエフ公国・チェルニーヒウ公国・ペレヤスラウリ公国を指すようになる。

## 研究史

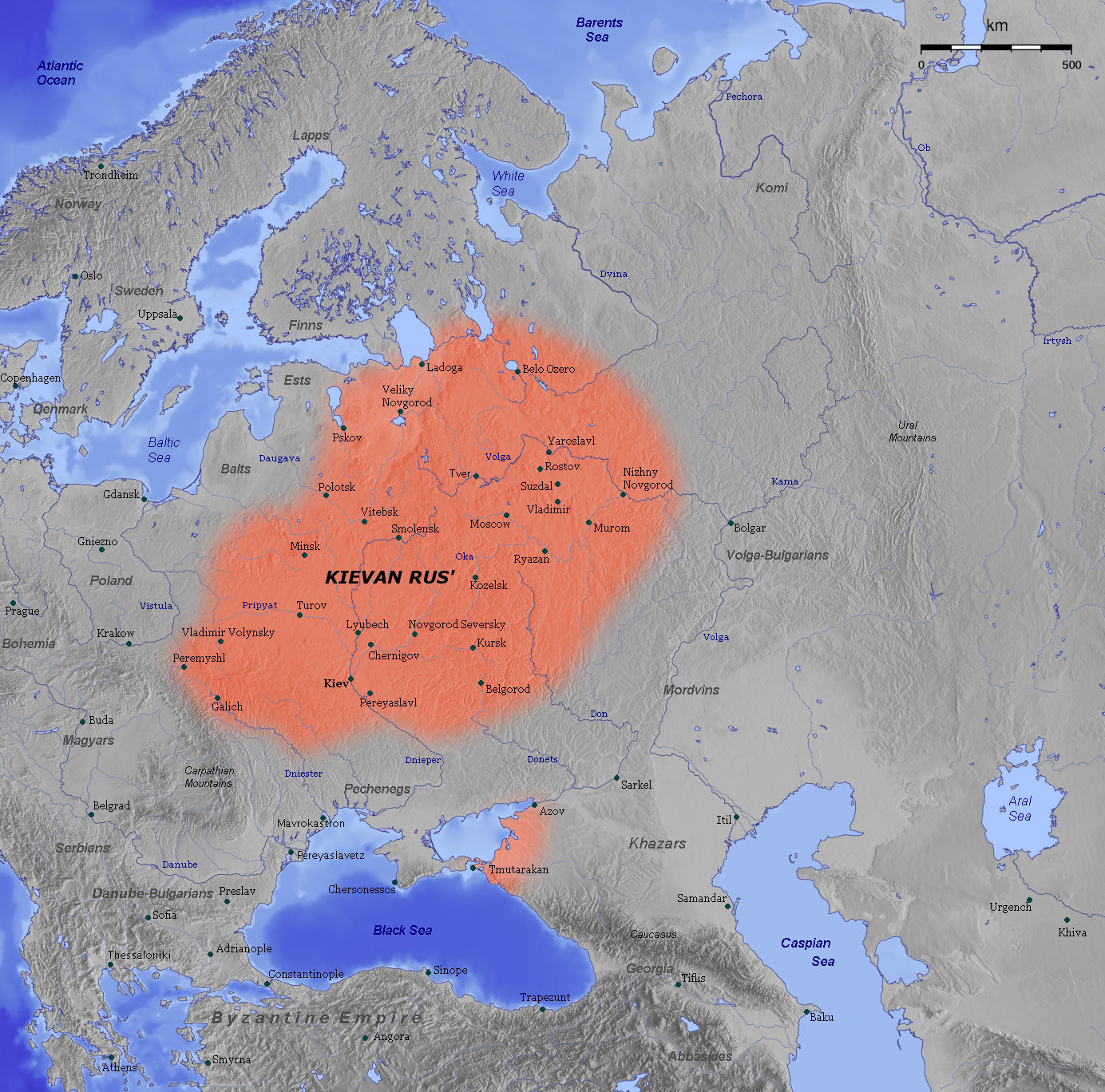
ルーシとよばれたキエフ大公国の範囲（9世紀‐13世紀）

「ルーシ」の範囲を決めるための史料としては、キエフ大公国側の『ルーシ年代記』や『イーホル軍記』、ビザンツ帝国側の史料『帝国統治論』などが用いられる。
ソ連の歴史学者M・チホミロフは、11世紀から13世紀までの史料に基づいて「広義のルーシ」と「狭義のルーシ」を区別している。彼によれば、前者はキエフ大公国が支配した全領域を指しているが、後者はキエフとキエフの周辺の地のみを指しているという。M・チホミロフは、「ルーシ」という名前は早くとも9世紀から知られており、キエフを中心とした東スラヴ人ポリャーネ族の国の国号であったと結論づけている。
ソ連の歴史学者B・ルィバコフは、チホミロフの研究を続け、『ルーシ年代記』に見られる三つの「ルーシ」を区別している。彼によれば、狭義のルーシはキエフとローシ川の流域の地帯を指しているという。広義のルーシはキーウ、ローシ川の領域、チェルニーヒウ、ペレヤースラウ、クルスクとヴォルィーニの東部を含んでいる。さらに、もっとも広い意味で用いられているルーシは、カルパチア山脈からドン川まで、そしてラドガ湖から黒海までの、キエフ大公国が支配した全領域であるという。
D.リハチョフの研究によれば、年代記における「ルーシ」はキエフ大公国の領域を指して「広義のルーシ」を意味する場合が最も多いが、12世紀以後の記述では「狭義のルーシ」を意味するのが一般的であるという。つまり、本来の「ルーシ」は「広義のルーシ」であった、時代につれて「狭義のルーシ」へ変更していったという見解である。A・ソロフヨフは同様な見解を示しており、「広義のルーシ」は正教会関係史料、外交史料、10世紀から12世紀前半までのキエフ大公国の国内史料で使用される概念であるのに対し、「狭義のルーシ」は12世紀後半以後にキエフ大公国の国内史料で使用される概念であると述べている。
D.リハチョフの学説に対してA・ナソノフは新たな学説を提出し、「狭義のルーシ」は「広義のルーシ」より本来のルーシであると主張している。彼は先行研究で初めて「ルーシ」という言葉の語源・成立・用法についての詳細な研究を行い、史料で一番多く見られる「ルーシ」は「広義のルーシ」ではなく、「狭義のルーシ」を意味しているものであると明らかにしている。また、年代記などの用例をもとに「ルーシ」もしくは「ルーシの地」の境界線を明確にしている。A・ナソノフによれば、「ルーシの地」はドニプロ川の両岸に置かれ、キーウ・チェルニーヒウ・ペレヤースラウ・ヴィーシュホロド・ビールホロド・トールチェシク・トレポーリ・ボフスラーウ・コールスニ・カーニウ・シュームシク・チホームリ・ヴィーホシウ・フノーイヌィツャ・ブジュシクといった都市からなっていたという。西の境界線はホールィニ川を通り、西南の境界線は南ブーフ川の上流に達している。「ルーシの地」の領域は北西地域を除いたキエフ公国、東北地域を除いたチェルニーヒウ公国、クマン人の居住地帯を除いたペレヤースラウ公国を含んでいる。北東の境界線にあったセイム川の上流のクルスクとフルーヒウは「ルーシ」に属していた否かについては不明である。また、キエフ大公国の北方にあったノヴゴロド、ウラジーミル・スーズダリ、リャザーニ、ポーロツク、西方にあったハーリチとヴォルィーニ、早い段階にキエフ大公国の支配下に置かれたデレヴリャーネ族、ラディーミチ族、ビャーチチ族の領域や北方クマン人の居住地帯などが「ルーシの地」と対比されていることから、ルーシに含まれていないという。
A・ロビンソンはA・ナソノフの学説を発展させている。彼によれば、8世紀から9世紀末期までの「ルーシ」はキエフを首都としていたポリャーネ族の国であったが、10世紀以後はキエフ大公国を指すようになったという。しかし、12世紀における大公国が諸公国に分裂すると、「ルーシ」は再びキエフ周辺の地、とりわけキエフ公国・チェルニーヒウ公国・ペレヤースラウ公国を意味するようになったという。A・ロビンソンは、『ルーシ年代記』と『イーホル軍記』の分析に基づいて、12世紀以後に「ルーシ」はもっぱら「狭義のルーシ」、キエフ大公国の南部を指していたと結論づけている。
20世紀末期以後における「ルーシ」の地名史研究では、A・ナソノフの学説が主流である。キエフ大公国の専門家D・ルィバコフ、V・クーチキン、P・トロチコなどがその学説を支持している。

## 由来した言葉
ルーシという地名に由来する固有名詞には以下のようなものがある。
- 地名・国号
  - ルーシヤ (Русія、Русия)、あるいはルーシア (Rusia)：13世紀にキエフ・大公国の後継者の一つとなったハーリチ・ヴォルィーニ大公国の大公、14世紀からキエフ周辺を支配下においたリトアニアの大公、15世紀にチェルニーヒウを支配したモスクワ大公国の大公などが自らの称号で用いた用語。また、13世紀から17世紀東欧の呼称として用いられた。
  - ルテニア（Ruthenia）: 「ルーシ」もしくは「ルーシヤ」のラテン語訳。13世紀以後、主に西欧の諸国やカトリック教会などで、ウクライナやベラルーシの地域の総称として用いられた。また、ガリツィア地方の呼称としてのみ用いられた。金属元素のルテニウムの語源にもなった。
  - ロシヤ（Ρωσία）もしくはロッシア（Россия）：「ルーシ」もしくは「ルーシヤ」のギリシア語訳。10世紀末期以後、主にビザンツ帝国と正教会で、キエフ大公国を指す用語として用いられた。キエフ大公国の没後、モスクワ大公国とリトアニア大公国で正教徒が在住する地域の総称として使用された。16世紀初頭にモスクワ大公国の国号となった。

## 関連文献
- 伊東孝之、井内敏夫、中井和夫 編『ポーランド・ウクライナ・バルト史』山川出版社、東京〈世界各国史; 20〉、1998年。ISBN 4-634-41500-3。NDLBibID: 000002751344。
- 黒川祐次『物語ウクライナの歴史 : ヨーロッパ最後の大国』中央公論新社、東京〈中公新書; 1655〉、2002年。ISBN 4-121-01655-6。NDLBibID: 000003673751。